# Обероппург
Обероппург (нем. Oberoppurg) — община в Германии, в земле Тюрингия. 
Входит в состав района Заале-Орла. Подчиняется управлению Оппург.  Население составляет 178 человек (на 31 декабря 2010 года). Занимает площадь 5,03 км².